# Personalità giuridica
La personalità giuridica, in diritto, indica la caratteristica di quegli enti che rispondono delle proprie obbligazioni tramite il patrimonio dell'ente e non dei singoli associati, cioè quegli enti che godono di autonomia patrimoniale perfetta. L'attributo della personalità giuridica distingue quegli enti che sono anche persone giuridiche da quelli che sono semplici soggetti di diritto, e, pertanto, non dotati di autonomia patrimoniale perfetta.

## Personalità giuridica nel diritto societario
Oggi il senso della personalità giuridica è quello di far conseguire all'ente l'autonomia patrimoniale perfetta, operazione di separazione fra patrimonio degli aderenti all'associazione e il patrimonio dell'associazione o dell'ente, in modo da renderli reciprocamente insensibili all'azione del creditore, il quale si potrà rivalere solo sul fondo comune dell'associazione e non sul patrimonio singolo degli associati o di coloro che hanno agito per conto dell'associazione.
In tal senso un esempio pratico può essere fornito, nel campo del diritto societario, distinguendo tra la società a responsabilità limitata (dotata di personalità giuridica) e la società in nome collettivo. Solo in quest'ultimo caso, infatti, la legge concede ai creditori della società la possibilità di aggredire il patrimonio personale del socio. Nel primo caso, invece, ciò è espressamente precluso.
Il riconoscimento di personalità giuridica - che costituisce quindi un vantaggio per i soci - implica, solitamente, anche maggiori oneri e responsabilità di natura penale e contabile. N

## Robot, intelligenza artificiale e personalità giuridica
Sulla base delle varie concezioni di robot elaborate dagli studi sull'intelligenza artificiale si sono sviluppate teorie distinte circa la fattibilità dell'attribuzione di una personalità giuridica ai robot stessi.

### La tesi dell'intelligenza artificiale debole
L’intelligenza artificiale debole vuole soltanto emulare gli effetti del comportamento intelligente umano nei robot, mentre l’intelligenza artificiale forte ha quale obiettivo lo studio, dal punto di vista cognitivo, del funzionamento della mente umana in termini generali, al fine di poterlo implementare nei robot. Questo implica che, per gli studiosi che aderiscono alla teoria dell’intelligenza artificiale debole, i robot sono macchine che operano sulla base della programmazione predisposta dall’uomo e per tale ragione risultano privi di ogni genere di volontà propria. La persona giuridica si caratterizza, al contrario, per avere volontà propria e capacità di scegliere tra più opzioni che non siano predeterminate dall’esterno. Perciò, non potendosi riscontrare queste caratteristiche nei robot, questi non possono essere qualificati come persone giuridiche ed essere sottoposti alle stesse regole di queste ultime, bensì devono essere qualificati come macchine.

### La tesi dell'intelligenza artificiale forte
Secondo i sostenitori dell’intelligenza artificiale forte i robot sono in grado non soltanto di ripetere compiti e attività, spesso in sostituzione dell’uomo, ma anche di agire in autonomia e di imparare sulla base dell’esperienza, anche compiendo atti non prevedibili, pur se ipotizzabili, dal costruttore al momento della programmazione. Riprendendo la teoria della finzione eleborata da Friedrich Carl von Savigny, si può affermare che i robot siano dotati di personalità giuridica e di determinati diritti e doveri attraverso una fictio iuris che estende questa capacità ad un qualcosa d’altro rispetto alla persona umana. Un’alternativa potrebbe essere l’adesione alla teoria della realtà. Infatti, se inizialmente la dottrina medievale ha formulato la teoria della finzione, che è stata ripresa dalla dottrina tedesca dell'inizio del XIX secolo, nella seconda metà dell’Ottocento essa è stata sostituita dalla teoria della realtà. In applicazione di tale teoria, l’inquadramento delle persone giuridiche come soggetti è semplicemente il riconoscimento da parte del legislatore di un'entità preesistente nella realtà sociale.

### La tesi intermedia
Una posizione che tenta di mediare tra l'approccio dell'intelligenza artificiale forte e debole, riprende la teoria dell’intelligenza artificiale debole e afferma che i robot sono macchine che solitamente operano sulla base degli input forniti dall’uomo, dunque le loro azioni hanno ricadute sul mondo fisico e per tale ragione devono considerarsi agenti giuridicamente rilevanti. Tuttavia, i robot possono anche operare con un certo grado di autonomia, derivante dalla loro capacità di raccogliere informazioni dall’ambiente, di processarle e di decidere. Pertanto secondo tale teoria non è condivisibile l’estensione in via analogica delle disposizioni giuridiche previste per le macchine, propugnata dalla tesi dell'intelligenza artificiale debole. Focalizzandosi sul dibattito circa lo status legale dei robot, tale approccio concludendo affermando l'impossibilità di riconoscere ai robot una personalità giuridica, poiché tali macchine sono dotate di una volontà e consapevolezza che deriva dai dispositivi elettronici di cui sono forniti, ma non sono in grado di andare al di là del limite imposto dalla programmazione e dalle dotazioni elettroniche.

### Soggettività ontologica e soggettività ascritticia
Occorre analizzare a quale tipo di soggettività possono essere ascritti i robot, distinguendo tra soggettività ontologica e soggettività ascritticia. La soggettività ontologica può essere piena o ridotta. La soggettività piena viene ascritta agli umani senzienti, immaginanti, raziocinanti-giudicanti, autocoscienti e autodeterminanti; quella ridotta alle entità che sono in grado di soffrire, provare piacere, avere sensibilità. È pacifico sostenere che i robot non possano rientrare in questo primo tipo di soggettività, in quanto non possiedono la cosiddetta "mente cognitiva". La soggettività ascritticia, invece, è attribuita dal diritto quando lo si ritiene utile e opportuno.
Una possibile disciplina della robotica potrebbe quindi prendere in considerazione la soggettività ascritticia, adoperando le categorie di diritto civile già esistenti, sfruttando ad esempio la fictio iuris riservata alle società e ad altri enti dotati di personalità giuridica. È opportuno però notare che l'utilizzo di una fictio iuris per le società è reso possibile dal fatto che questi enti possiedono un proprio patrimonio, ben distinto da quello delle persone fisiche che ne fanno parte o le amministrano. Dunque, seguendo questo filo logico, se la si volesse applicare alla categoria dei robot, sarebbe necessario dotare questi ultimi di un proprio patrimonio, risultante ad esempio dal lavoro che essi svolgono.
Un'altra visione suggerisce invece che sia necessario istituire uno status giuridico specifico per i robot, al fine di elaborare costruzioni giuridiche che risultino adeguate alla realtà concreta e alla complessità di questi software. Secondo questa seconda linea di pensiero, bisognerebbe considerare i robot più sofisticati attori, e attribuire loro una soggettività giuridica limitata, giustificata dai rischi che si possono correre adottando algoritmi di apprendimento automatico.

### Gli studi di Teubner
Per risolvere la problematica relativa all'attribuzione di una soggettività giuridica agli agenti software, è opportuno analizzare gli studi di Gunther Teubner. Partendo dal quesito se sia necessario introdurre nuovi strumenti oppure se siano adeguate le categorie giuridiche esistenti, egli afferma la necessità di introdurre una personalità giuridica parziale ad hoc per gli agenti software, dal momento che le categorie giuridiche attuali non sono in grado di affrontare la digitalizzazione. Il punto di partenza della sua analisi è l'individuazione di tre rischi derivanti dall'utilizzo sempre più massiccio degli agenti software. Questi rischi sono:
- rischio di autonomia, che si verifica quando il soggetto artificiale è in grado di prendere decisioni autonome e indipendenti;
- rischio di associazione, relativo alla cooperazione tra l'agente software e l'uomo;
- rischio di interconnessione, che si presenta quando l'agente software non agisce in maniera isolata ma con una pluralità di altri agenti connessi in rete[12].

A partire da questi rischi derivanti dalla digitalizzazione, Teubner sostiene che l'attribuzione della soggettività giuridica agli algoritmi non deve basarsi su qualità come la capacità di pensare ma deve trovare fondamento nelle interazioni sociali, quella che lui chiama capacità comunicativa degli agenti. Teubner sostiene la necessità di riconoscere, per ognuno dei tre rischi, un nuovo status giuridico differente.
Per il rischio di autonomia la soluzione è il riconoscimento di una capacità giuridica parziale agli agenti software. Questo perché gli agenti possono prendere decisioni in autonomia e, quando queste sono illecite, derivano conseguenze in materia di responsabilità. Con riferimento al rischio di associazione, l'autore sviluppa due possibili alternative:
- considerare l'associazione uomo-agente come centro giuridico a cui imputare azioni, diritti e doveri;
- introdurre uno scopo associativo.

La soluzione per il rischio di interconnessione è quella di attribuire uno status giuridico al polo di rischi, per determinare la posizione giuridica degli agenti software nella rete di informazioni.

### Il pensiero di Wojtczak
Sulla stessa linea di pensiero si colloca Sylwia Wojtczak, che ritiene inevitabile l'introduzione di nuove fattispecie di soggettività giuridica diverse da quelle esistenti. La giurista afferma che l'intelligenza artificiale possa essere considerata soggetto di diritto solo quando sia in grado di partecipare alla vita sociale. Secondo l'autrice la soggettività giuridica è un fatto sociale, infatti l'attribuzione della personalità giuridica agli agenti software è subordinata alla capacità di questi agenti di ricoprire un ruolo nella rete sociale. Quando gli agenti software assumeranno un valore socialmente riconosciuto all'interno della comunità, la trasformazione da cosa a soggetto sarà naturale.

## Esempi
Esempi di enti dotati di personalità giuridica sono:
- associazioni riconosciute
- fondazioni riconosciute
- comitati riconosciuti
- società di capitali

È però necessario aggiungere che lo schermo societario garantito dalla legge potrebbe infrangersi qualora si riuscisse a dimostrare l'esistenza di una società di fatto.